# سنغ أسيابك (جمع أبرود)
سنغ أسيابك (بالفارسية: سنگ آسیابک) هي قرية تقع في إيران في قسم جمع أبرود الريفي.